# Parafia św. Jakuba Apostoła w Niewieścinie
Parafia Świętego Jakuba Apostoła w Niewieścinie – parafia rzymskokatolicka, znajdująca się w diecezji pelplińskiej, w dekanacie Koronowo.